# Mit Baby und Banner
Mit Baby und Banner (Originaltitel: With Babies and Banners: Story of the Women's Emergency Brigade) ist ein US-amerikanischer Dokumentarfilm aus dem Jahr 1978 über die Rolle der Women’s Emergency Brigade (deutsch: Frauen-Notstands-Brigade) beim  Streik von Flint 1936/37 der erst kurz zuvor gegründeten United Auto Workers, der lange zeit größten US-amerikanischen Gewerkschaft, gegen General Motors. Regie führte Lorraine Gray, die den Film auch zusammen mit Anne Bohlen und Lyn Goldfarb produzierte.

## Handlung
Am Tag vor dem 40. Jahrestag des Streik von Flint treffen sich Genora Dollinger, Babe Gelles, Lillian Hatcher, Mary Handa, Helen Hauer, Laura Hayward, Nellie Bessons Hendrix, Delia Parrish und Teeter Walker, die bei dem Streik Mitglieder der Women’s Emergency Brigade (WEB) waren, in einem Privathaus, um von ihren Erinnerungen zu erzählen.
Flint wurde 1936 komplett von General Motors dominiert. GM, deren Hauptsitz sich in Flint befand, war damals die größte Automobilfirma der Welt. Die Firma war quasi der Ernährer der Stadt. Der Bürgermeister und die Richter standen laut dem Film hinter GM. Die Frauen berichten davon, wie sie ihre von der Arbeit gezeichneten Männer nach fast jedem Arbeitstag pflegen mussten – oder untätig zusehen mussten, wie diese das ohnehin knapp bemessene Geld in den Biergärten ausgaben. Sie berichten aber auch über die schlechten Arbeitsbedingungen sowie über Abteilungsleiter, die weibliche Angestellte hauptsächlich aufgrund deren Bereitschaft, sich sexuell ausbeuten zu lassen, auswählten. Es soll sogar eine Abteilung gegeben haben, bei der alle Angestellten wegen einer Geschlechtskrankheit behandelt werden mussten. Bei dem Streik, der eigentlich eine Fabrikbesetzung war, ging es daher zunächst weniger um den Lohn als vielmehr um Forderungen wie Sicherheitsmaßnahmen, weniger Ausbeutung, Altersvorsorge oder Würde.
Zu Beginn des Streiks wollten auch weibliche Angestellte an der Besetzung teilnehmen. Das wurde aber von den Männern abgelehnt. Sie befürchteten, die Presse würde weniger über den Streik berichten als vielmehr über den Umstand spekulieren, dass Frauen und Männer während der Besetzung zusammen lebten und schliefen. So übernahmen die Frauen, nicht nur Arbeiterinnen, sondern auch Angehörige der Streikenden, deren Verpflegung. Viele von ihnen waren zunächst gegen den Streik, weil sie sich um ihre Familien sorgten. Sie nannten sich Women’s Auxiliary. Bald organisierten sie auch Streikposten. Eines Tages, so berichten die Frauen, wurden die Streikenden von der Polizei eingekesselt und angegriffen. Da das Radio von den „Aufständen“ berichtete, hatte sich bald eine große Zuschauermenge gebildet. Die Streikenden wollten ihre Ziele per Megafon erklären, kamen damit aber bei den Zuschauern nicht an. Da ergriff Genora Dollinger das Wort und rief die Frauen dazu auf, ihre Ehegatten, Söhne, Väter vor der Polizei zu schützen. Daher sollten sie sich zwischen Polizei und Streikende drängen, in der Hoffnung, dass die Polizei nicht auf Frauen schießen würde. Auf Grund des damit erzielten Erfolges gründete Genora Dollinger die Women’s Emergency Brigade (WEB). In der Folge gab es ähnliche Aufgaben für die WEB. So schlugen sie Fensterscheiben ein, um den Besetzern, die mit Tränengas angegriffen wurden, Frischluft zu verschaffen. Oder sie blockierten den Eingang zu einem zentralen Firmengebäude, um die Polizei daran zu hindern, es zu stürmen. Als General Motors schließlich nachgab und gemäß den Forderungen Verhandlungen mit den United Auto Workers zustimmte, wurde den Frauen gesagt: Vielen Dank für die Hilfe, ihr wart großartig und habt sehr geholfen. Aber jetzt stapeln sich die Wäsche und das Geschirr. Auch um die Kinder muss sich jemand kümmern. Die WEB wurde aufgelöst. Die Frauen erzählen, dass sie ihre Rolle in dem Streik als wesentlich einschätzen und stolz auf ihre Aktionen seien.
Bei der 40-Jahr-Feier hält Genora Dollinger eine Rede über den Beitrag der Frauen – allerdings erst, nachdem diese vehement aufgefordert wurde, auch von Männern.

## Hintergrund
Der Great General Motors Sitdown Strike (Streik von Flint), der vom 30. Dezember 1936 bis zum 11. Februar 1937 in Flint lief, wird als der erste wesentliche Sieg der US-amerikanischen Gewerkschaften gegen die großen Arbeitgeber angesehen. Er machte die United Auto Workers zu einer der führenden US-Gewerkschaften und war ein wichtiger Startpunkt für den Congress of Industrial Organizations.
Um sich einen Überblick über den Streik zu verschaffen, starteten Lorraine Gray und die ausgebildete Historikerin Lyn Goldfarb mit einem 25 Seiten langen Forschungspapier, das sie aus Primärquellen zusammensetzten, also aus kurzen Artikeln, Gerichtsdokumenten, Polizeiakten und Ähnlichem. Die Finanzierung des Films war, zumindest am Anfang, sehr schwierig. Teilweise verbrachten die Macherinnen die Hälfte der Zeit damit, Geld aufzutreiben oder in anderen Tätigkeiten zu arbeiten. Erst beim Schneiden des Films bekamen sie Förderung, unter anderem vom National Endowment for the Arts und der Ford Foundation. Und von der Playboy Foundation, wie bei einem Bericht von einem Filmfestival hervorgehoben wurde.
Für die Interviews waren ursprünglich zwei volle Tage geplant, doch wurde am ersten dieser Tage klar, dass es keinen zweiten geben könne. Trotzdem sammelten sie über 40 Stunden Interviews in dieser Zeit. Auch die Originalaufnahmen waren schwer zu bekommen. In den 1930er Jahren wurden nur reiche Frauen, Schönheitsköniginnen oder Politikergattinnen in den Wochenschauen gezeigt. Um an Bilder von Arbeiterinnen zu kommen, mussten sie buchstäblich die herausgeschnittenen Reste der Wochenschauen durchsuchen.
Die drei Produzentinnen teilten ihre Aufgaben auf. Lorraine Gray übernahm die Regie, Lyn Goldfarb war für die historische Recherche zuständig und Anne Bohlen für die Archivrecherche. Die Gewerkschaftslieder wurden von Hazel Dickens und Mary McCaslin gesungen.
Mit Baby und Banner wurde im September 1978 im Kennedy Center in Washington, D.C. uraufgeführt und kam im Februar 1979 in die US-amerikanischen Kinos. Der Film wurde von New Day Films vertrieben. Die deutsche Erstaufführung war am 22. März 1979 im ZDF.

## Rezeption

### Kritiken
Mit Baby und Banner wurde zumeist positiv rezipiert. Es sei ein dramatisch unwiderstehlicher, thematisch sehr interessanter und gut strukturierter Dokumentarfilm, der sehr gut recherchiert sei. Er erzähle die menschliche Geschichte eines wichtigen, aber halbvergessenen Teils der Geschichte der Gewerkschaften. Dabei seien manche Bilder verblüffend in ihrer Gewalt und andere bewegend in ihrer Emotionalität. Außerdem seien die Interviews sehr geschickt mit den wunderbaren historischen Filmaufnahmen montiert, wofür vor allem der Schnitt von Mary Lampson und Melanie Maholick gelobt wird. Janet Maslin ergänzte in ihrer Kritik in der New York Times, die Darstellung sei zwar etwas langweilig, alles in allem aber informativ.
Die Lieder werden als exzellent und besonders effektiv gelobt, sie gäben den historischen Aufnahmen ein musikalisches Komplement.
Angemerkt oder auch kritisiert wird das Fehlen von Hintergrundinformationen und Details verschiedener Art. Insbesondere wurden Fragen nach der Beteiligung der kommunistischen Partei, die im Film nur kurz erwähnt wird, nach Rassismus oder schlicht nach dem Schicksal der Frauen in den 40 Jahren nach dem Streik gestellt. Dem Film wurde vorgeworfen, darauf nicht ausreichend einzugehen, oder es wird darauf hingewiesen, dass zu deren Untersuchung die Zeit oder das Geld fehlte. Andererseits sei der Film nicht so sehr eine Chronik des Streiks, sondern eher eine psychologische Studie der beteiligten Frauen. Er zeige, wie und warum es den Frauen gelang, aus ihrer limitierten Rolle als Mütter und Hausfrauen auszubrechen, aber auch die Entwicklung der beteiligten Frauen und ihres Einsatzes. Zudem zeige der Film eine Verbindung zur Gegenwart, zu den aktuellen Problemen des Kampfes von Frauen um eine gerechte Behandlung im Beruf. Der Film lege außerdem nahe, dass die WEB den Flint-Streik und damit die gesamte Arbeiterbewegung gerettet habe. Das möge historisch nicht ganz korrekt sein, aber es sei politisch aufregend.
Tim Taylor von der Washington Post findet es ironisch, dass der Film von der Ford Foundation finanziell unterstützt wurde, obwohl Lorraine Gray so sehr kritisiere, wie Henry Ford an sein Geld kam.

### Auszeichnungen und Nominierungen
Anne Bohlen, Lyn Goldfarb und Lorraine Gray waren 1979 für einen Oscar in der Kategorie Bester Dokumentarfilm nominiert.
Lorraine Gray gewann beim American Film Festival für den Film 1979 den Emily Award, das Blaue Band und den John Grierson Award. Zudem gewann der Film mehrere Preise bei internationalen Filmfestivals.